# Villanueva (Bolívar)
Villanueva es un municipio de Colombia, situado en el norte del país, en el departamento de Bolívar. Se sitúa a 35 km de la capital departamental, Cartagena de Indias. La población existe desde la segunda mitad del siglo XVIII, elevándose a la categoría de municipio en 1970. 

## Historia
La población es de origen indígena y había sido abandonada en la época de la conquista. El primer encomendero de este sitio fue Nuñez De Castro y su esposa Francisca Padilla. Lo sucedió don Nicolás de las Heras Pantoja por orden del Consejo de Indias, el 16 de febrero de 1543. El tercer encomendero fue don Pedro Coronado desde el 6 de octubre de 1567. 
Como muchos vecinos seguían viviendo en la abandonada población indígena, don Antonio de la Torre y Miranda la traslada de sitio y la refunda con el nombre de San Juan de Chimiriguaco, el 6 de mayo de 1775, cumpliendo órdenes del entonces gobernador de la provincia de Cartagena don Juan Díaz Pimienta.

## División Político-Administrativa
Aparte de su Cabecera municipal. Villanueva tiene bajo su jurisdicción los centros poblados:
- Algarrobo
- Zipacoa

## Límites del municipio
Al Norte el municipio de Clemencia; al Sur, con el municipio de Turbaco; al Oriente, con San Estanislao de Kostka; al Occidente con el municipio de Santa Rosa de Lima. Se comunica con la ciudad de Cartagena mediante una carretera que comprende seis leguas, y en vehículo se cubren en 30 minutos normales.

## Fauna y flora

### Flora
La flora nativa correspondía a la de bosque seco tropical caducifolio conformado por un mosaico de bosque tropofilo y vegetación de sabana que fue transformada por la acción del hombre en praderas con o sin rastrojos para la ganadería extensiva.
Algunas de las especies de flora presentes en el ecosistema son las siguientes:

### Fauna
La biodiversidad faunística del bosque nativo era admirable, se fueron reduciendo el número de ejemplares y de especies en la medida en que se transformó el hábitat mediante la tala y quema para la agricultura, la caza y la ganadería.
Con la llegada de los agroquímicos, se produjo un impacto a la fauna, el cual nunca fue evaluado pero que se presume de gran magnitud por el uso de organofosforados, clorinados, arseniatos mercuriales etc. los cuales afectaron aves y mamíferos entre otras especies.
La fauna se ha visto muy reducida por la transformación de los bosques en praderas empleando el fuego, por la caza, por la agresión causada por predatores, parásitos y patógenos que llegaron con el hombre y sus animales domésticos.
Algunas de las especies de fauna en Villanueva que han sido más afectadas por el deterioro ambiental y la caza excesiva son: El venado, el saíno, el ñeque, la guartinaja. el tigrillo, el chiguiro, la babilla, la iguana y otra gran cantidad de mamíferos, reptiles, aves etc.
La tala y quema de los bosques y el cambio de uso de los suelos ha reducido el hábitat de la fauna y ha destruido muchos de los ejemplares.
El uso y abuso de maquinaria agrícola o agroquímicos sin conocimiento adecuado ha destruido en hábitat o lo ha contaminado matando miles de ejemplares y llevando las especies al borde de la extinción.
La fobia del hombre contra las serpientes, las zorras y las aves predatoras se ha manifestado en la reducción de las mismas llevando las poblaciones al borde de la extinción y generando una explosión en la proliferación de ratas, ratones y otras especies que compiten con el hombre por alimento y le transmiten peligrosas enfermedades al invadir los hogares y contaminar los alimentos o servir de hospedero de parásitos como la pulga que a su vez es vector de enfermedades que han diezmado la población humana y afectado adversamente su calidad de vida.
La introducción de aves domésticas y con ellas la llegada de sus patógenos y parásitos han afectado la avifauna nativa la cual era rica en: azulejos, oropéndolas, cocineras, chupa huevos, Toches, codornices, diferentes especies de palomas, cotorras, loros, pericos, chamarías, goleros, distintas especies de gavilanes, lechuzas, búhos.

## Símbolos
Bandera
La bandera fue creada en el año 1985 cuyo autor es Luis Guillermo Correa Rios, reconocimiento que se le hace a su espíritu patriótico, fue declarado hijo adoptivo de este municipio. En la bandera se destacan dos franjas de igual tamaño; en la parte superior el color verde, que representa la flora que embellece el paisaje natural que adorna a este municipio, y a su vez muestra el sol naciente y en la parte inferior el color amarillo que representa la riqueza de nuestro suelo.

### Escudo

Escudo de Villanueva

El escudo fue creado el día 4 de marzo de 1996, cuyo Autor es el señor Arturo Jativa Echeverría, perteneciente a la academia de Arte y Cultura Nacional. En el escudo de armas se destacan un tabloide de color amarillo que simboliza la riqueza de nuestro suelo, compartidos en 2 pabellones así: en la parte alta un sol naciente y el año 1.770, año en el cual fue fundado Villanueva. El pabellón alto dentro del tabloide un paisaje natural que representa la fauna y la flora, propia de esta región de donde sobresale la riqueza agropecuaria y fértil de su suelo. En la parte baja de este pabellón se observan 2 estrellas polares con la siguiente leyenda: San Juan de Chimiriguaco, nombre original y primitivo que fue puesto por nuestros antepasados indígenas, que habitaron este territorio; continuamos descendiendo y encontramos un pabellón con el fondo amarillo y lila, que simboliza la profundidad de la filosofía humana, sobresaliendo un cornoscopio de color amarillo oro, que derrama frutas tropicales típicas de nuestra región y en sus lados están representados cultivos de pan-coger, como la yuca y el ñame que se cosecha en abundancia y calidad en esta región. En la parte inferior del tabloide, se adorna a los lados con 2 cañas de maíz en plena producción, adornada con una cinta de color blanco con la siguiente leyenda: Trabajo y Dignidad; Virtudes y Esperanza, finalmente, VILLANUEVA, se destaca en el tabloide verde primavera.

## Estructura organizacional municipal
| Villanueva   | Villanueva  | Villanueva                 |
| Departamento | Código DANE | Categoría municipal (2023) |
| ------------ | ----------- | -------------------------- |
| Bolívar      | 13873       | Sexta                      |

- Personería: Es un centro del Ministerio Público de Colombia que ejerce, vigila y hace control sobre la gestión de las alcaldías y entes descentralizados; velan por la promoción y protección de los derechos humanos; vigilan el debido proceso, la conservación del medio ambiente, el patrimonio público y la prestación eficiente de los servicios públicos, garantizando a la ciudadanía la defensa de sus derechos e intereses.

- Concejo Municipal: Es la suprema autoridad política del municipio. En materia administrativa sus atribuciones son de carácter normativo. También le corresponde vigilar y hacer control político a la administración municipal. Se regulan por los reglamentos internos de la corporación en el marco de la Constitución Política Colombiana (artículo 313) y las leyes, en especial la Ley 136 de 1994 y la Ley 1551 de 2012.

Constituido por 11 concejales por un periodo de 4 años.
- Alcaldía Municipal: En esta se encuentra la administración municipal y las entidades descentralizadas del municipio.

El Alcalde se pronuncia mediante decretos y se desempeña como representante legal, judicial y extrajudicial del municipio. El actual Alcalde municipal es Euripides Velasco Mendoza (2024-2027), elegido por voto popular.
- JAL.

## Servicios públicos
- Energía Eléctrica: Afinia, del grupo EPM, es la empresa prestadora del servicio de energía eléctrica.
- Gas Natural: Surtigas es la empresa distribuidora y comercializadora de gas natural en el municipio.